# Jørgen Kiil
Jørgen Peter Christiansen Kiil (født 13. februar 1931 i Aarhus, død 29. maj 2003) var en dansk skuespiller.
Gennemgik Det kongelige Teaters elevskole i perioden 1956-1958, men var oprindeligt uddannet klejnsmed.
Var engageret på Det kongelige Teater frem til 1963.
I en periode herefter var han bl.a. knyttet til Gladsaxe Teater og Det ny Scala på freelance basis.
Han er nok mest kendt for sine skurkeroller i en række spillefilm, men også på tv blev dette talent fremvist. Her tænker mange nok på serien Smuglerne fra 1970.

## Filmografi
Blandt de film han medvirkede i kan nævnes:
- Dronningens vagtmester – 1963
- Sytten – 1965
- Utro – 1966
- Tre små piger – 1966
- Far laver sovsen – 1967
- Smukke Arne og Rosa – 1967
- Min søsters børn på bryllupsrejse – 1967
- Jeg elsker blåt – 1968
- Trekanter – 1969
- Nøglen til Paradis – 1970
- Tintomara – 1970
- Hurra for de blå husarer – 1970
- Guld til præriens skrappe drenge – 1971
- Min søsters børn når de er værst – 1971
- Med kærlig hilsen – 1971
- Afskedens time – 1973
- Mig og Mafiaen – 1973
- Violer er blå – 1975
- Strømer – 1976
- Pas på ryggen, professor – 1977
- Honning Måne – 1978
- Det parallelle lig – 1982
- Otto er et næsehorn – 1983
- En afgrund af frihed – 1989
- Casanova – 1990
- Roser & persille – 1993
- Skyggen – 1998
- Små ulykker – 2002
- Til højre ved den gule hund – 2003